# Hubrecht van den Eynde
Hubrecht van den Eynde (11 oktober 1593 - 18 september 1662) was een Vlaamse beeldhouwer. Van den Eynde werd een meester van de Sint-Lucasgilde in 1620. Hij was de eerste prominente beeldhouwer van de kunstenaars- en ondernemersfamilie Van den Eynde. Hij trainde bij een onbekende meester en leerde Sebastiaen van den Eynde, zoon van zijn broer Cornelis; zijn andere neef Sebastian de Neve, en zijn eigen zoon Norbert van den Eynde. In het begin van de 17e eeuw behoorde Van den Eynde tot de toonaangevende Vlaamse kunstenaars die gekunstelde maniëristische formules verwierpen ten gunste van een grotere waarheidsgetrouwheid.
Tot zijn overgebleven werken behoren de monumentale Waterpoort in Antwerpen; een hoogaltaar in zwart en wit marmer en albast (geflankeerd door twee schilderijen van Anthony van Dyck) in de Onze-Lieve-Vrouwekerk van Dendermonde; en de Rubenesque marmeren beelden van Gideon en Joshua in de Kathedraal van Antwerpen.

## Leven en gezin
Van den Eynde werd geboren in de familie Van den Eynde, een Antwerpse familie van kunstenaars en ondernemers. De Van den Eynde werd een van de meest vooraanstaande families van beeldhouwers in Antwerpen aan het einde van de 17e eeuw, onderdeel van het Quellinus - Verbrugghen - Willemssens - Scheemaeckers-Van den Eynde consortium, dat virtueel het monopolie had op het beeldhouwwerk markt in Antwerpen. De uitgebreide samenwerking tussen de werkplaatsen van de bovengenoemde families is misschien wel de belangrijkste factor om de ingewikkelde "eenheid van stijl en benaderingen te verklaren die het ontwarren van handen bijzonder moeilijk hebben gemaakt voor kunsthistorici".
Hubrecht van den Eynde was de eerste opmerkelijke beeldhouwer van de familie. Van den Eynde werd in september 1620 meester van het Sint-Lucasgilde. Later leerde hij zijn neven Sebastian van den Eynde en Sebastian de Neve, evenals zijn zoon Norbert.
Van den Eynde trouwde twee keer. Hij was eerst gehuwd met Elizabeth Schorkens, die stierf in september 1623 of 1624. Later trouwde hij een tweede keer, met Elizabeth van Breen, die hem een zoon schonk, Norbert.

## Werk
Van den Eynde werd in 1620 meester van het Sint-Lucasgilde. Enkele jaren later kreeg hij de opdracht voor de Waterpoort van Antwerpen, een triomfboog ter ere van Karel V, die hij voltooide met de hulp van Hans van Mildert. De Waterpoort, of Porta Regia, werd gebouwd in 1624.

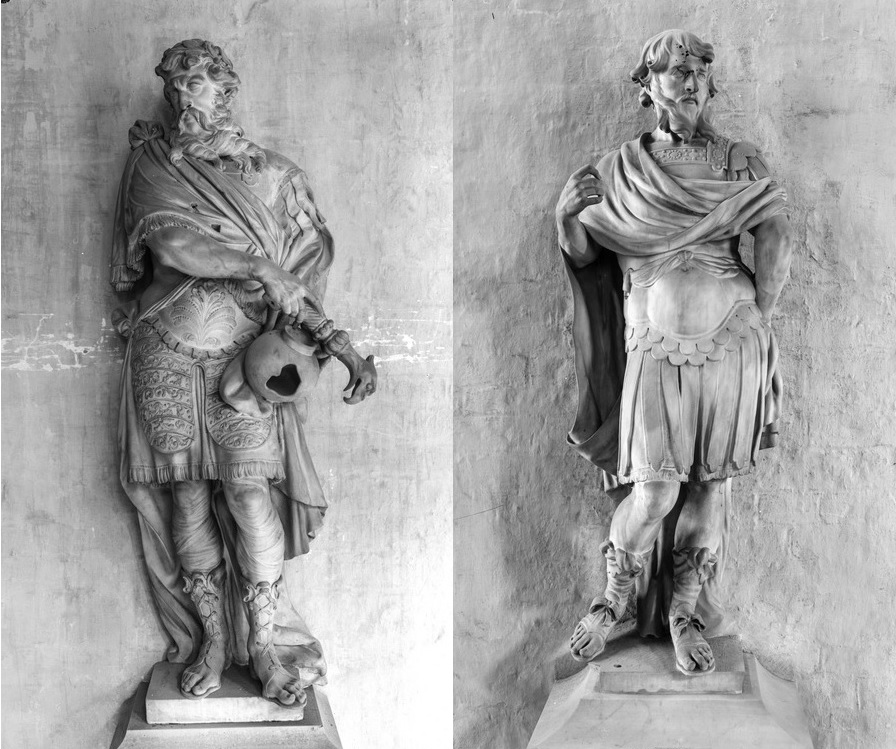
Gideon, links, en Joshua, rechts, Kathedraal van Antwerpen

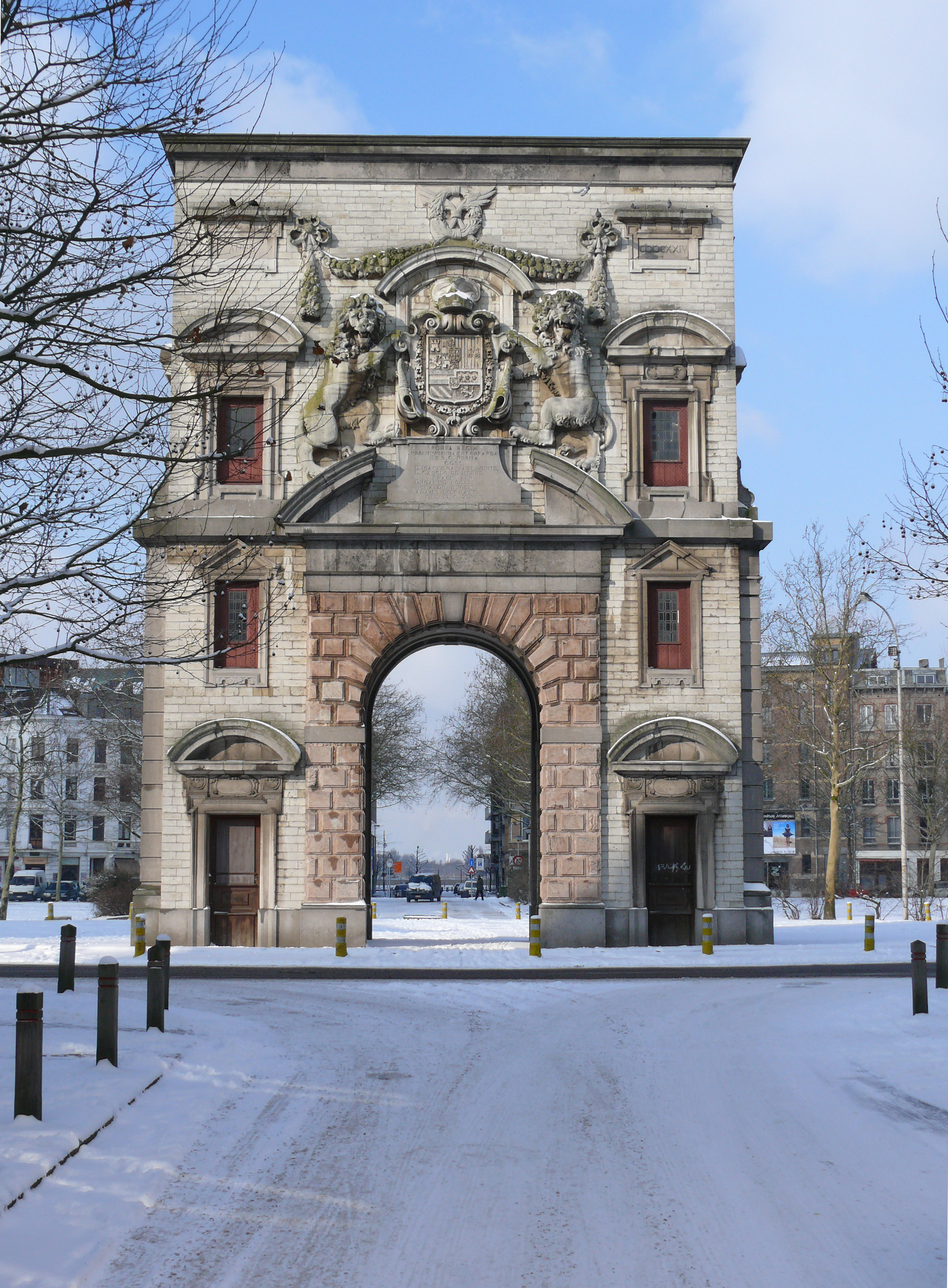
Waterpoort, Antwerpen

Tijdens de jaren 1630 kreeg Van den Eynde meer burgerlijke opdrachten, waaronder sculpturale decoraties op de Vierscharr en de Beurs van Antwerpen.
Het opmerkelijkste werk van Van den Eynde is echter dat wat hij uitvoerde voor de Antwerpse kerken en de kathedraal van de stad.
Op 8 oktober 1629 begon Van den Eynde te werken aan het hoogaltaar van de Onze-Lieve-Vrouwekerk van Dendermonde. Het altaar was gebeeldhouwd uit zwart en wit marmer en albast en binnen een jaar voltooid.
In het begin van de jaren dertig executeerde Van den Eynde een monumentale Madonna, die naast het stadhuis van Antwerpen stond.
In 1635 werkte hij mee aan de Meirbrugge Crucifixion (nu in de Antwerpse kathedraal).
Het jaar daarop, in 1636, vervaardigde Van den Eynde een prachtig zandstenen beeld van de Maagd Maria en het Kindje Jezus: De Maagd Maria met het Kind Jezus. Dit beeld stond vroeger in de tuin van het Maagdenhuismuseum, maar is later naar binnen verplaatst en vervangen door een kopie, die beter bestand is tegen barre weersomstandigheden.

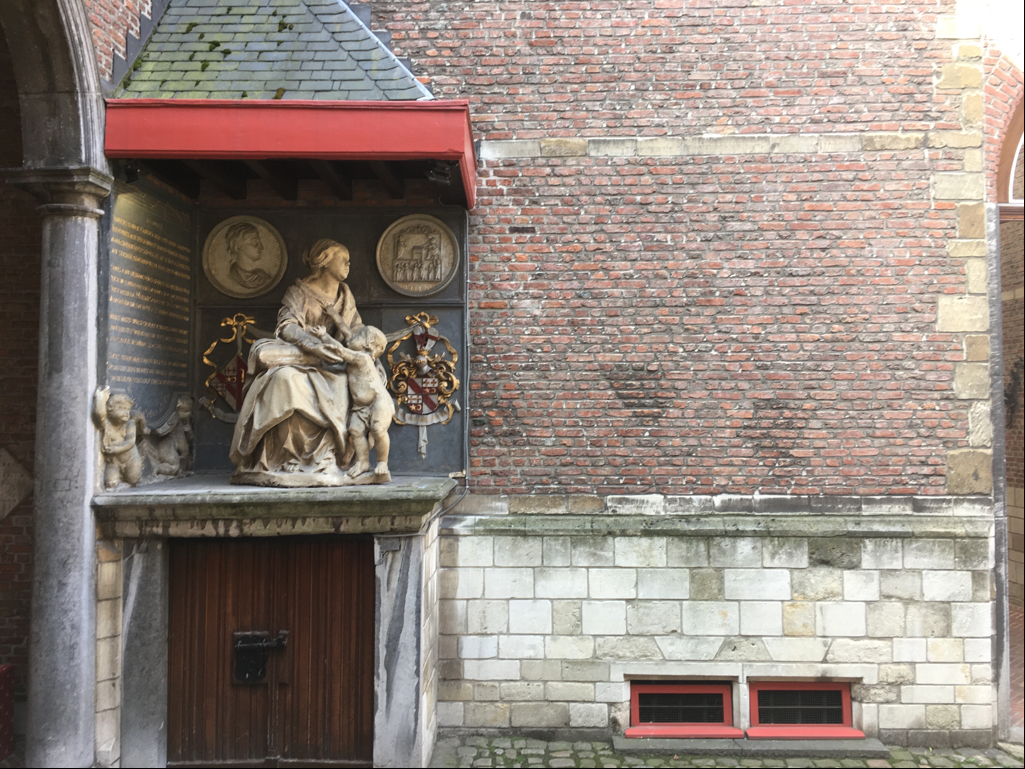
Kopie van De Maagd Maria met het Kind Jezus in de tuin van het Maagdenhuismuseum, Antwerpen

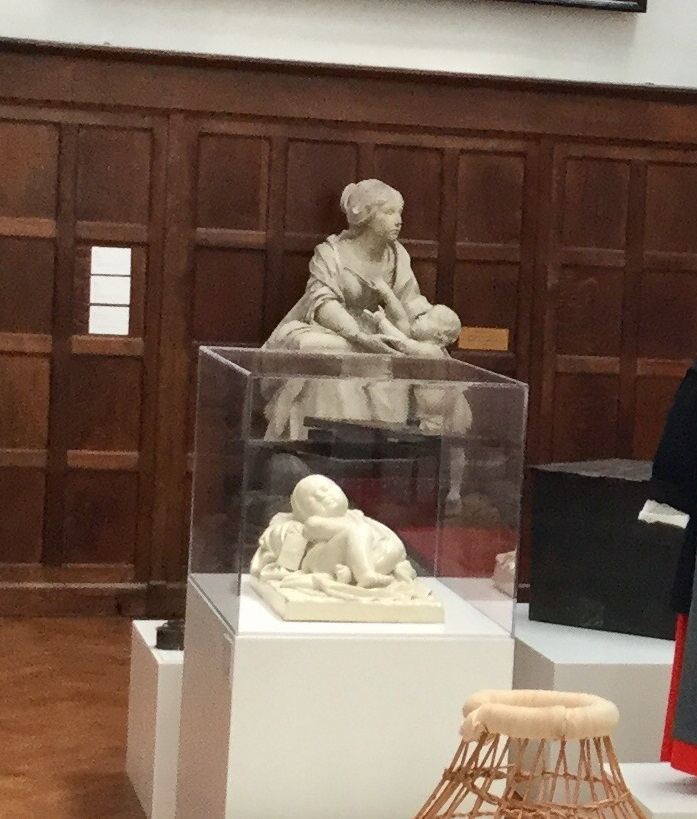
De Maagd Maria met het Kind Jezus, Maagdenhuis Museum
, Antwerpen

In 1640 voltooide Van den Eynde het hoofdaltaar in Averbode.
In 1648 realiseerde hij het hoogaltaar van Steenokkerzeel. In 1653 vervaardigde hij het hoofdaltaar voor de kerk van Duffel.
In de jaren 1650 werkte Van den Eynde samen met Artus Quellinus de Jonge en produceerde een reeks sculpturen voor de Kathedraal van Antwerpen. Van deze sculpturen zijn er vandaag nog slechts twee marmeren beelden van Gideon en Joshua ter plaatse. De twee beelden flankeerden vroeger een marmer van Sint-Michiel, gemaakt uit een samenwerking tussen Quellinus en Van de Eynde, die boven de Schermersaltaar stond. Deze beelden stonden vroeger bij het schermersaltaar van Sint-Michiel, dat tegen de zuidelijke moederpilaar van het middenschip stond. Tegenwoordig bevinden de twee standbeelden zich achter in het schip, tegen de steunberen van de torens.
De beelden van Gideon en Joshua, zoals alle werken van Van den Eynde, tonen de trouw van de kunstenaar aan de hoogbarokke stijl van Rubens, en vandaar de invloed die deze laatste had op Van den Eynde en zijn leerlingen.
Van den Eynde werd door Van Dyck geselecteerd als een van de honderd kunstenaars die werden opgenomen in de iconografie van eerstgenoemde, een verzameling portretten van Van Dycks vooraanstaande tijdgenoten gemaakt met Van Dycks etsen en onder toezicht van Van Dyck (Van den Eynde is een van de slechts drie beeldhouwers die in de collectie verschijnen, de anderen zijn Hans van Mildert en Andries de Nole). De collectie was een van de eerste en belangrijkste in zijn soort.